# جمعية ولادة جنين ميت وموت حديثي الولادة
جَمْعِيَّة الأجِنَّة والأطفال حَدِيثي الوِلادة المُتَوَفِين هي مُؤَسَسَة خيرية قَومِية مُسَجَلة في المملكة المتحدة تُقَدِم الدَعم للأفراد الذين تَأثَروا بسبب وفاة جنين أو طفل حَدِيث الولادة في أُسَرْهُم. يتواجد مقر هذه الجمعية داخل مركز فيكتوريا الخيري في لندن. 
تَتَضَمَن أنْشِطَتْهُم:
- تَقديم الدَعم المَعنوي للآباء الثكلي والسيدات الحوامل أو من يُفَكِرن في إنجاب طِفْلٍ آخَرٍ، من خلال عَقْد اجتماعات معهم وتَفَقُدْهم تليفونيًا أو من خلال إرسال رسائل عبر البريد الإلكتروني.
- تَنْظيم تَدريبات للمُستَشفيات والعاملين بقِطاع الرِعاية الصِحية لضمان حصول الآباء الثكلي علي الرعاية والدعم بالشكل اللائق وبالقدر الكافي.
- توفير المعلومات حول الأجنة والأطفال حديثي الولادة المتوفين من خلال منشورات وكذلك عبر موقعهم الإلكتروني.
- النهوض بالبحث العلمي للحد من موت الأجنة والأطفال حديثي الولادة.

## إنشاء خط هاتفي في جمعية (ساندز)
في مارس 2017 ، تغير رقم خط المساعدة لجمعية ساندز إلى 0808 164 3332. ويمكن الاتصال به مجانًا من الخطوط الأرضية والهواتف المحمولة.

## حديقة ساندز

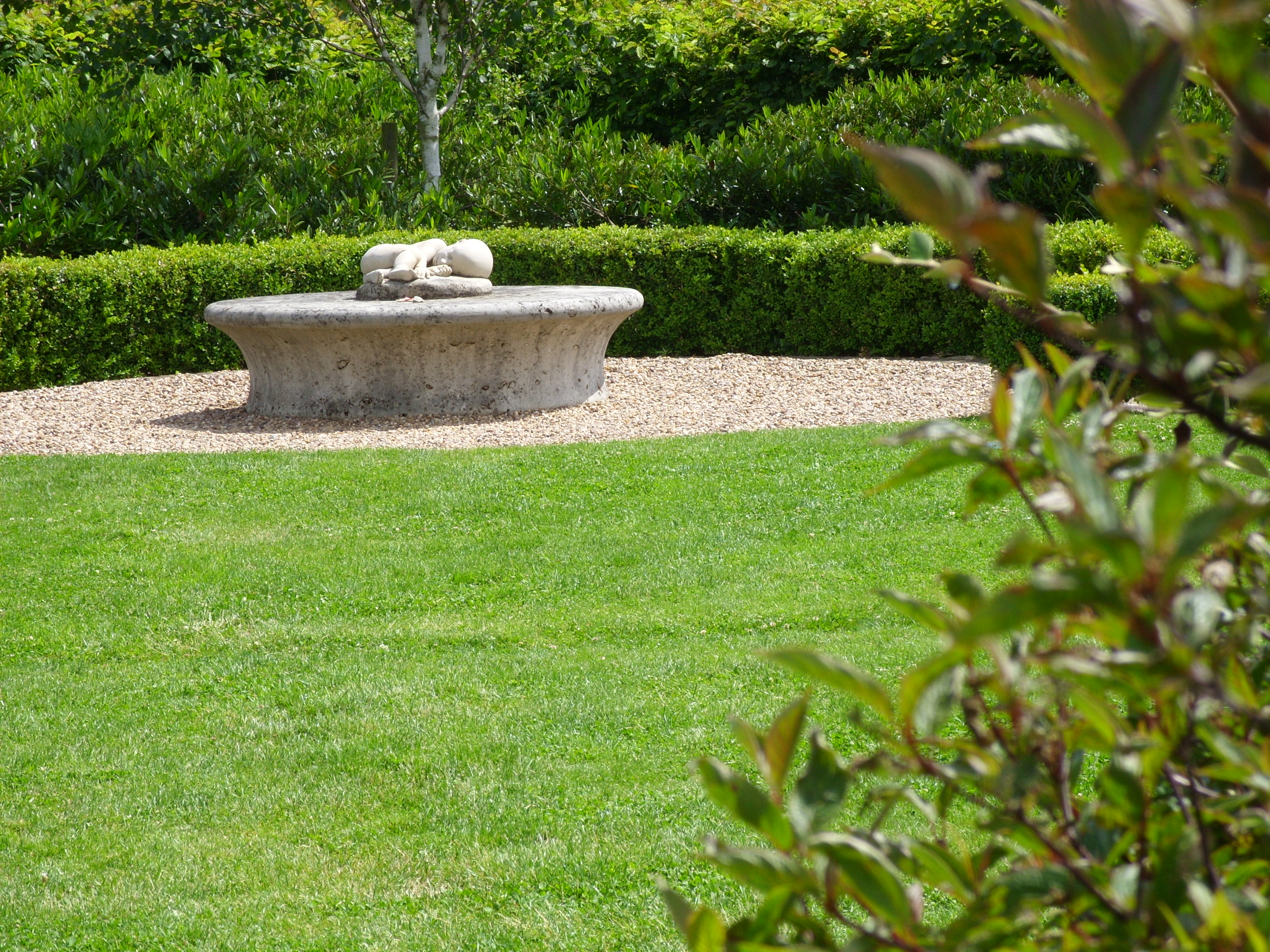
حديقة جمعية ساندز

وتعتبر هذه الحديقة الخيرية سمة من سمات المشتل التذكاري الوطني، وهو الموقع الوطني البريطاني للذكري في الريف، بالقرب من ليشفيلد في ستوفوردشاير.